# Josef Pavel

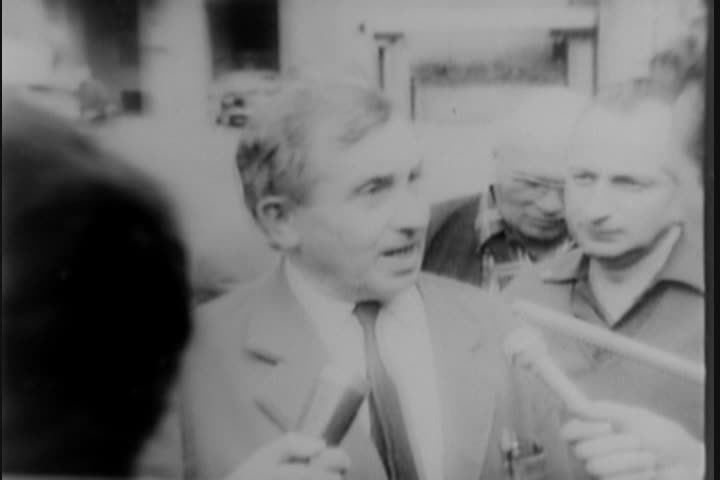
Josef Pavel im 1968

Josef Pavel (* 18. September 1908 in Novosedly; † 9. April 1973 in Benešov) war Funktionär der Kommunistischen Partei der Tschechoslowakei, tschechoslowakischer Politiker und 1968 Innenminister.

## Parteikarriere
Pavel trat der Kommunistischen Partei bereits 1932 bei. Nach dem Studium an der Internationalen Lenin-Schule in Moskau 1935–1937 meldete er sich als Interbrigadist nach Spanien, wo er 1937–1939 kämpfte. Er wurde danach vier Jahre gefangengehalten und trat den Einheiten der tschechoslowakischen Armee der Tschechoslowakischen Exilregierung bei, in denen er 1943–1945 an der Westfront kämpfte.
Seine Parteikarriere begann er nach dem Kriegsende als Sekretär der Parteiausschüsse in Aussig und Pilsen, bis er 1947 nach Prag kam. Er arbeitete zunächst in der Abteilung für Sicherheit des Sekretariats des Zentralkomitees und seine Aufgabe bestand darin, die spätere Machtübernahme im Februar 1948 durch Infiltration in den Einheiten der Sicherheitspolizei vorzubereiten, die er organisierte und aufbaute; während der Tage des Umsturzes war er ein führender Mitarbeiter der parteieigenen Volksmilizen. In seiner Eigenschaft als stellvertretender Innenminister und Organisator des Staatssicherheitsdienstes beteiligte er sich wesentlich an der Herausbildung des totalitären Staates bis hin zur Einrichtung solcher Anstalten wie die Strafanstalt Mírov für politische Gefangene.
Im Februar 1951 wurde Pavel jedoch – wie viele andere kommunistische Funktionäre – verhaftet und bis 1955 in der Haftanstalt Leopoldov festgehalten, bis er rehabilitiert wurde.
Ins politische Leben kehrte Pavel erst während des Prager Frühlings zurück. Am 8. April 1968 wurde er zum neuen Innenminister der Regierung Oldřich Černík als Nachfolger des abgerufenen Josef Kudrna ernannt. Gleich zum Anfang seiner kurzen Amtszeit ergriff er einige Maßnahmen, die einmalig waren und ihn in den Augen der sowjetischen Führung in ein schlechtes Licht stellten. Er leitete umfangreiche Reformen des gesamten Ressorts ein, darunter auch eine Reform des Abwehrdienstes, der wieder seine eigentliche Aufgabe, die Abwehr von Gefahren von außen, übernehmen sollte, anstatt den Kampf gegen den sogenannten „inneren Klassenfeind“ zu forcieren. Auch die von ihm als illegal eingestuften Tätigkeiten des Staatssicherheitsdienstes sollten unterbunden werden; Pavel trieb diesen Dienst in den Augen der sowjetischen Führung zur Handlungsunfähigkeit. Pavel setzte ebenfalls zahlreiche personelle Umbesetzungen des Geheimdienstes durch, ohne diese, wie bis dahin üblich, zuvor mit dem sowjetischen Geheimdienst KGB abzustimmen. Seine Reformen waren auch innerhalb der tschechischen Parteiführung umstritten, welche ihm als Stellvertreter Dubčeks Freund und KGB-Mitarbeiter Viliam Šalgovič zur Seite stellte.
Nachdem Pavel es im August 1968 ablehnte, die Intervention des Warschauer Paktes gutzuheißen, wurde seine Abberufung als Innenminister in Moskau als Bedingung genannt, was am 30. August 1968 geschah.